# Moon (cognome)
Moon (문?, 文, 門?) è un cognome di lingua coreana.

## Possibili trascrizioni
Muhn, Mun.

## Origine e diffusione
L'hanja principale significa "scrittura" (文; 글월 문 geulwol mun). Il censimento sudcoreano del 2000 ha rilevato un totale di 426.927 persone e 132.881 famiglie con questo cognome. Sono presenti 47 bon-gwan diversi:
- Nampyeong (Naju): 380.530 persone e 118.491 famiglie.[1]
- Gangneung: 4.646 persone e 1.493 famiglie.[1] Sostengono un'ascendenza comune con il clan Nampyeong Moon attraverso Mun Jang-pil (문장필; 文章弼), una figura militare della dinastia Goryeo.[2]
- Gamcheon: 4.382 persone e 1.367 famiglie.[1]
- Papyeong (Paju): 2.687 persone e 743 famiglie.[1]
- Gyeongju: 2.609 persone e 844 famiglie.[1]
- Naju: 2.537 persone e 765 famiglie.[1]
- Hampyeong: 2.194 persone e 612 famiglie.[1]
- 40 altri bon-gwan con meno di 2.000 persone ciascuno: 27.342 persone e 8.496 famiglie.[1]

In uno studio dell'Istituto nazionale per la lingua coreana basato sui dati delle richieste di passaporto sudcoreano del 2007, è emerso che il 73,5% delle persone con questo cognome lo scriveva in lettere latine come Moon sui propri passaporti, mentre un altro 26,4% lo scriveva come Mun.
Si tratta del 24º cognome per diffusione in Corea secondo i dati del Korean National Statistics Office del 2015. Nel Paese è portato da circa 464047 persone.

## Persone
- Eric Mun –  cantante, rapper e attore sudcoreano
- Sun Myung Moon – predicatore sudcoreano, fondatore della Chiesa dell'Unificazione